# Robert Kraft (compositor)
Robert Kraft es un galardonado compositor estadounidense, compositor de cine, cantante y productor musical. Como presidente de Fox Music entre 1994 y 2012, Kraft supervisó la música para más de 300 largometrajes de Fox, así como docenas de programas de televisión.

## Educación
Kraft asistió a la Escuela de Lawrenceville y se graduó de la Universidad de Harvard en 1976.

## Grabación y composición de canciones
Kraft ha trabajado extensamente en la industria de la grabación, producción o coproducción de artistas como Linda Ronstadt, el Dr. John, Bette Midler, Celia Cruz, Tito Puente, Johnny Mathis, Bruce Willis, Jimmy Buffett, Don Henley, George Benson, Ozzy Osbourne, Southside Johnny, Albert Collins, Vonda Shepard, y Melissa Manchester. Sus canciones han sido grabadas por The Manhattan Transfer, Bette Midler, Roberta Flack, Los Lobos, Diane Schuur, Bruce Willis, Alegría Enríquez, Dr. John, y la rana Gustavo. Como solista y con su banda, Robert Kraft y Costa de Marfil, ha publicado cuatro álbumes en RCA, RSO, y Sonic Edge Records. En octubre de 2013, Milan Records lanzó "Conjuntos consensuales", una recopilación de grandes éxitos de Kraft 1979 hasta 1989. En noviembre de 2013, SONIDOS VIVOS lanzaron un juego en estuche de cinco CDs originales de Kraft, incluyendo "Robert Kraft vivo en el Festival de Jazz de Newport, Ayuntamiento de Nueva York, 1980."

## Música de Cine
En 1989, Kraft coproducido la canción ganadora del Oscar, "Bajo el mar", más el ganador del Premio Grammy banda de sonido de doble platino de La Sirenita, junto con los co-autores de Howard Ashman y Alan Menken. En 1992, Kraft fue nominado a un Oscar, un Grammy y un Globo de Oro por co-escribir "Beautiful Maria of My Soul", el tema de la función de Warner Bros; Los reyes del mambo. Kraft fue también compositor y productor musical ejecutivo de la película, la producción de la banda sonora de Oro, que pasó cuatro semanas en el número uno en la carta de la Música Latina de Billboard. En 1999, Kraft fue nominado para un segundo Globo de Oro por co-escribir la canción, "How Can I Not Love You" para la vigésima película Century Fox, Anna and the King, con el compositor Kenneth "Babyface" Edmonds y compositor de cine George Fenton. Kraft también co-produjo la banda sonora de largo trazo gráfico de jazz de Billboard, Jóvenes del swing.
Como escritor, otros créditos cinematográficos de Kraft incluyen historia coautor (con Bruce Willis) y la puntuación de co-compositor (con Michael Kamen) en la película Tri-Star, Hudson Hawk. Él produjo la banda sonora nominada al Grammy por la película de Jim Henson Productions, The Muppet Christmas Carol, y compuso la música para la función de Warner Bros; Siete minutos en el cielo. Kraft era compositor y productor musical sobre Aventuras y Heartbreak Hotel. Sus créditos en televisión incluyen la coescrito canciones para ¿Quién es el jefe? y día a día, así como escribir nuevos temas para Wide World of Sports y canciones de la Fama.
Kraft compuso la música para el ballet, "Thriller", con coreografía de Matthew Diamond. (Premier Mundial, de Jacob Pillow agosto de 1981.) En 1992 Kraft fundó el sello discográfico, Jim Henson Records, y como Vicepresidente de Música de Jim Henson Productions, inauguró su división de música.

## Fox Filmed Entertainment
Kraft fue el presidente ejecutivo de Fox Music Inc. desde 1994 hasta octubre de 2012, la supervisión de los resultados y bandas sonoras de más de 300 películas de entretenimiento de Fox Filmed. Los aspectos destacados durante su permanencia en Fox incluyen los puntajes récord y bandas sonoras de Avatar, Titanic, Waiting to Exhale, Moulin Rouge !, Garden State, Romeo + Julieta, The Full Monty, edad de hielo, el Dr. Dolittle, Bulworth, Walk the Line, Alvin y las ardillas, Una vez, Juno,  Slumdog Millionaire, Cisne Negro, de Río, y "Life of Pi". La división de Kraft, Fox Music, también supervisó la música para Twentieth Century Fox Television éxitos como "Ally McBeal" y "X-Files", así como programas de "24", "American Dad!", "Padre de familia", y " Los Simpsons". Desde 1994, las bandas sonoras de televisión de Fox Music han incluido los discos de platino en todo el mundo de "Ally McBeal" y "X-Files", además de golpear a compilaciones de "Buffy the Vampire Slayer", "Dark Angel", "Los Simpson", "Roswell" y "24".
Kraft se convirtió en presidente ejecutivo en 1994, Fox Music fue responsable de las ventas mundiales de más de 60 millones de álbumes, produciendo 3 Platinum, 6 Multi-Platino y 6 discos de oro. Bajo su liderazgo, Fox Music obtuvo 10 nominaciones a los Oscar, ganando 4 premios de la Academia, 20 nominaciones al Golden Globe (incluyendo 5 Golden Globe Awards), 61 nominaciones a los Emmy con 11 victorias y 49 nominaciones al Grammy, incluyendo 14 premios Grammy.

## Otros proyectos
En 1994, Kraft fue elegido miembro de la " Academia Nacional de Grabación de Artes y Ciencias de la Junta de Gobernadores ". En 1995, Kraft se convirtió en miembro de la Rama de Música de la Academia de las Artes y las Ciencias.  Kraft fue honrado con la Ciudad de la Esperanza Spirit Award Vida en 2002, y con el TJ Espíritu de Martell Fundación de Excelencia en el Premio de las Artes en 2010. Como copresidente del Comité Anfitrión Grammy a los premios Grammy de 2001 en Los Ángeles, Kraft y copresidente Tim Leiweke recaudó dinero para apoyar a los Grammy en las escuelas. Además, Kraft fundo entermusic.org en 2001 (ahora "MentorTainment.org"), una organización de Música Tutoría afiliado a la Escuela Secundaria Hamilton en Los Ángeles. Kraft fue elegido miembro de la Junta Directiva de la Asociación de Antiguos Alumnos de Harvard en 2008 , y es Presidente del Comité Asesor de la Oficina de Harvard para las artes. Ha dictado conferencias sobre música de cine en la Universidad de Harvard, Stanford Graduate School of Business de la Universidad de Brown, Universidad de Nueva York, la Universidad del Sur de California y la Universidad de Syracuse. En 2005, habló sobre "La música y las imágenes" en el MIDEM, la conferencia internacional de la música, como en 2009 y 2010 seminarios película musicales realizados en el Festival de Cine de La Habana en La Habana, Cuba. Kraft es el Berklee College of Music Asesor Artístico, (International Campus-Valencia, España); Él es también un miembro del Comité Ejecutivo de la banda de sonido de la Academia Mundial, donde fue galardonado con el Premio de la Industria de la Academia Mundial de la Banda sonora para el 2012, y es en la Junta del Festival Internacional de Radio, donde ganó el Premio a la Trayectoria Festival Internacional de Radio para el año 2012.

## Kraftbox Entertainment
En 2013, Kraft fundó Kraftbox Entertainment, una música y producción de los medios de comunicación y consultoría. Los proyectos iniciales incluyen "Cuando los álbumes gobernaron el mundo", un documental emitido en la BBC 4 (febrero de 2013), "Wheels of Steel" (una serie de comedia de CBS Studios), y "No se puede hacer", una característica musical original establecido en Nueva York . En 2014, Kraft co-produjo el éxito fuera de Broadway exposición individual, "El León", protagonizada por Benjamin Scheuer. En 2015, Kraft firmó el cantante, compositor y trompetista Spencer Ludwig a Warner Bros Records, Su película, "SCORE! The Documentary Film Music", está en posproducción y programado para un lanzamiento 2016. Además, con los asociados Paula Wagner y Stephanie Allain, que se encuentra en desarrollo en la gran película, "The Sugar Hill Story" para Warner Bros Studios. Consultorías adicionales Kraftbox incluyen siglo 21o Fox Studios y Hacedor Estudios, la red multicanal basado en Culver City, CA. En 2014, se convirtió en el Kraftbox Consultor Soundtrack para Warner Brothers Records.